# Josep Miquel Céspedes i Alòs
Josep Miquel Céspedes i Alòs (castellà: Josep Miquel Céspedes)  (Almenar, 1962 - Badalona, 2004) va ser un polític català d'ideologia comunista. Els campaments d'estiu de formació de CJC-Joventut Comunista porten el seu nom.

## Biografia
Nascut a Almenar, la seua família es traslladà a Barcelona, primer al carrer Còrsega i, quan ja tenia 8 anys, al barri de Sant Martí de Provençals. Era fill del militant comunista Atanasi Céspedes i de Teresa Alòs.
Va ser el primer secretari general de CJC-Joventut Comunista, l'organització juvenil del Partit dels Comunistes de Catalunya (PCC) entre el 1982 i el 1985. El 1985 va ser enviat pel PCC, que llavors formava part del Partit Comunista dels Pobles d'Espanya (PCPE)) a Madrid, per a l'organització dels Col·lectius de Joves Comunistes (CJC) estatals, juntament amb altres quadres del PCC i els CJC catalans. A la VIII Conferència Nacional dels CJC-Joventut Comunista, Josep Miquel Céspedes va ser elegit secretari general dels CJC-Joventut Comunista. També va ser el primer secretari general dels CJC a nivell estatal.
Es va destacar per la seva solidaritat amb exiliats xilens, argentins i uruguaians, que van viure com a refugiats polítics a Espanya a la dècada de 1980. Va ser president de la Fundació Pere Ardiaca. En tornar de Madrid va continuar la seva militància al PCC, ja integrat a EUiA, al barri del Besòs i finalment a Sant Adrià del Besòs, on es va presentar com a cap de llista d'ICV-EUiA, i va ser elegit regidor el 2003. Va morir de càncer a principis de l'any 2004 a Badalona.
Actualment, en memòria seua, l'escola bressol de Sant Adrià duu el seu nom.